# Лепилемур на Милн-Едуардс
Лепилемур на Милн-Едуардс (Lepilemur edwardsi) е вид бозайник от семейство Тънкотели лемури (Lepilemuridae). Видът е застрашен от изчезване.

## Разпространение
Разпространен е в Мадагаскар.